# Przysłop (polana)

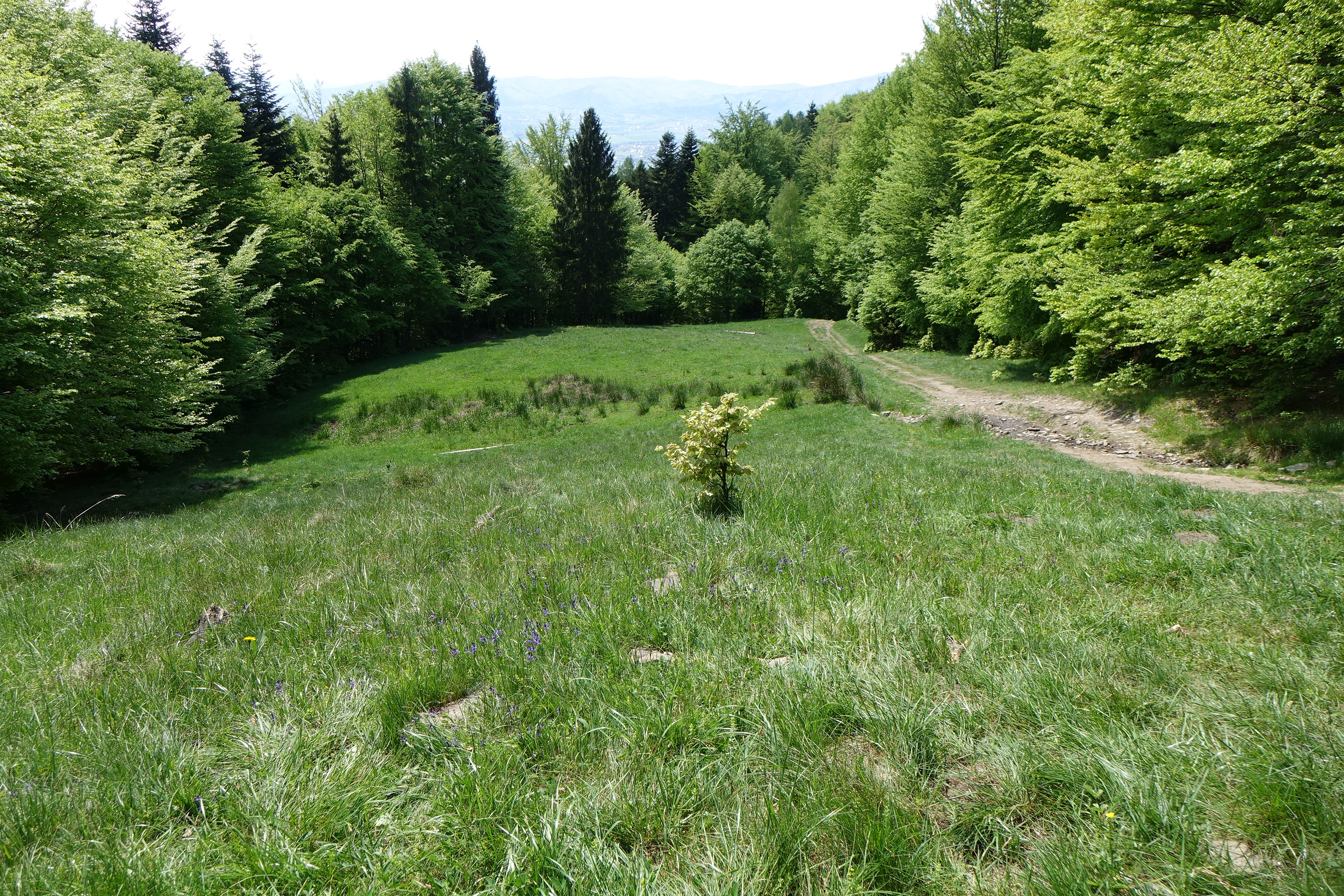

Przysłop – polana pod szczytem Przysłopu (828 m) w Grupie Magurki Wilkowickiej w Beskidzie Małym. Znajduje się na południowym grzbiecie Przysłopu. Jest to dość duża polana ciągnąca na stoku od wysokości około 685 do 607 m po wschodniej stronie czerwonego szlaku turystycznego. Wymienił ją Radoslaw Truś w przewodniku turystycznym w 2014 roku. Polana dawno jednak przestała być rolniczo użytkowana i zarasta lasem. Ma jednak znaczenie orientacyjne, gdyż przy jej dolnym końcu jest skrzyżowanie czerwonego szlaku z Łodygowic z żółtym szlakiem z Tresnej.
Administracyjnie polana znajduje się w granicach wsi Łodygowice w województwie śląskim, w powiecie żywieckim, gminie Łodygowice. Niżej, za wąskim pasem lasu po południowo-wschodniej stronie polany Przysłop znajduje się druga polana, a na niej jednodomowe gospodarstwo osiedla Koleby w Łodygowicach.
.
Szlaki turystyczne
 Łodygowice (stacja PKP) – polana Przysłop – Diabelski Kamień – Kuflowa – Wysokie Siodło – Rogacz – Międzybrodzie Bialskie.
 Mała Tresna – Łysy Groń – Gronik – Solisko – polana Przysłop. Suma podejść 292 m, odległość 4,2 km, czas przejścia 1:30 godz.